# Dietrich Ernst Heinrich von Linsingen
Dietrich Ernst Heinrich von Linsingen (* 12. Februar 1687; † 19. Mai 1762 in Siebleben) war fürstlich-anhalt-zerbstischer Oberschenk, Wirklicher Geheimer Rat und Kanzler sowie Erb-, Lehn- und Gerichtsherr auf Burgwalde im kurmainzischen Eichsfeld.

## Leben

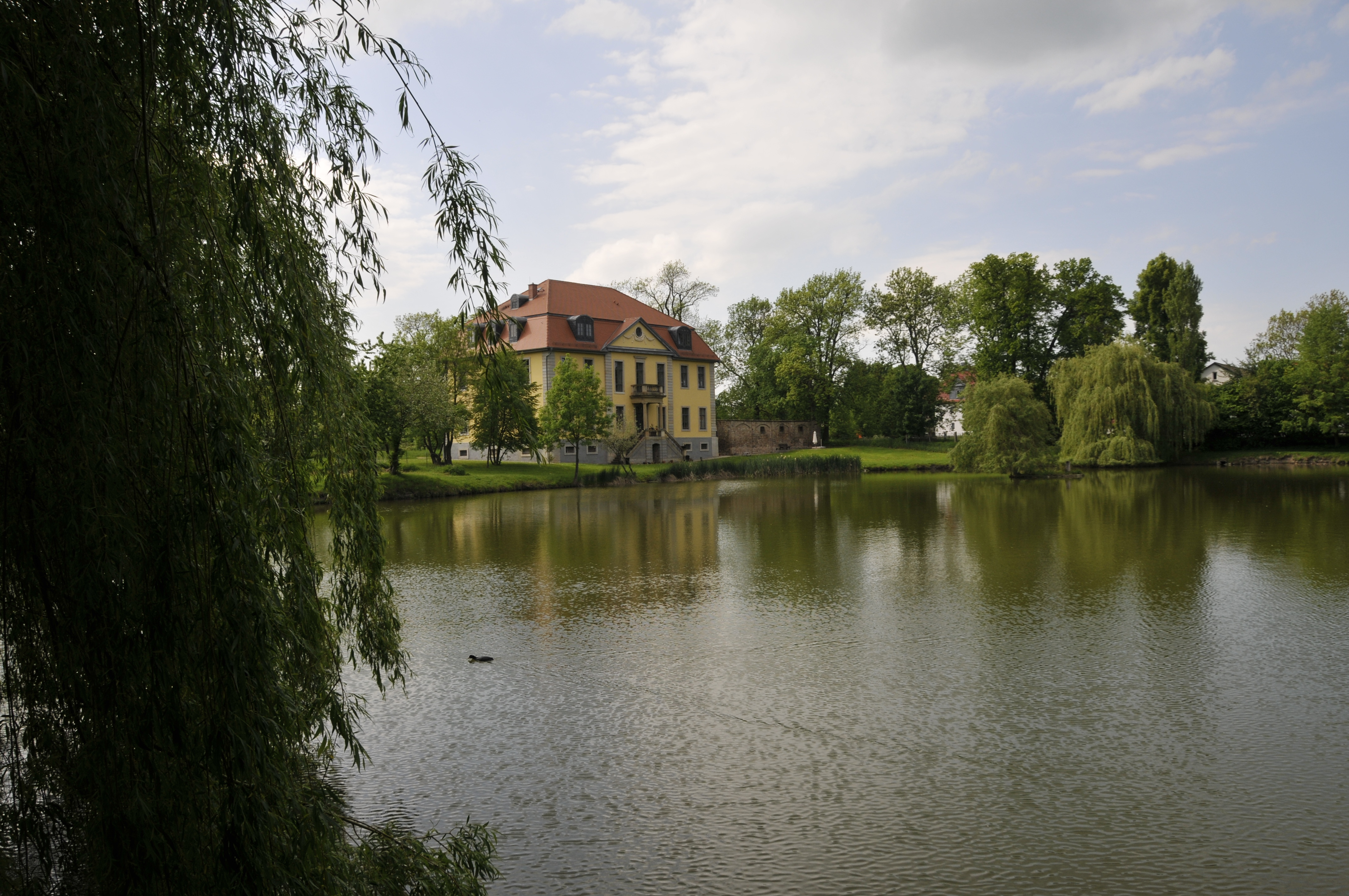
Schloss Mönchhof bei Gotha

Er stammte aus der eichsfeldischen Linie des Adelsgeschlechts von Linsingen und war der Sohn des für seine Schönheit bekannten Friedrich Heinrich von Linsingen (1669–1701). Friedrich Emanuel von Linsingen war sein jüngerer Bruder, der jedoch keine Nachkommen hinterließ.
Nach dem frühen Tod des Vaters im Jahre 1701 stand er gemeinsam mit seinem Bruder unter Vormundschaft. Gemeinschaftlich ließen sie zunächst den ererbten väterlichen Besitz verwalten, bevor er sich im Jahre 1723 zu einem Erbvergleich bereiterklärte. Durch Loswahl fiel das im Eichsfeld gelegene Rittergut Burgwalde an ihn, das mit Birkenfelde ein eigenes adliges Patrimonialgericht bildete.
Seine Schulbildung hatte Ernst von Linsingen am Gymnasium in Heiligenstadt erhalten. Im Anschluss daran schlug er eine Verwaltungslaufbahn bis zum Geheimen Rat und Kanzler am anhaltinischen Hof in Zerbst ein. Als Gesandter wurden ihm mehrere Aufträge im In- und Ausland übertragen.
Nachdem er aus Altersgründen in Zerbst seinen Abschied als Geheimer Rat und Kanzler genommen hatte, setzte er sich auf dem bei Gotha gelegenen Schloss Mönchhof zu Ruhe, wo er auch starb. Sein Leichnam wurde am 22. Mai 1762 in der Kirche in Siebleben begraben.

## Familie
Er heiratete am 23. November 1719 Johanna Magdalena geborene von Avemann (* 1703) und hinterließ fünf Söhne, darunter Adolph Ernst von Linsingen und Ludwig Carl von Linsingen.